# Haikaperä
Haikaperä är en tätort (finska: taajama) i Nivala stad (kommun) i landskapet Norra Österbotten i Finland. Vid tätortsavgränsningen den 31 december 2021 hade Haikaperä 357 invånare och omfattade en landareal av 2,25 kvadratkilometer.